# Рунов, Игорь Васильевич
Игорь Васильевич Рунов (8 февраля 1963, Москва — 11 апреля 2011, Москва) — советский волейболист, игрок сборных СССР и СНГ (1986—1992). Серебряный призёр Олимпийских игр 1988, двукратный чемпион Европы, семикратный чемпион СССР. Мастер спорта международного класса (1986). Центральный блокирующий. Рост 203 см.
Воспитанник ДЮСШ № 84 города Москвы. Затем играл за молодёжную команду «Искра — РВСН». Позже выступал за первый состав «Искры», а в 1983—1991 — за московский ЦСКА.
С 1991 года играл за европейские клубы «Инграм» (Читта-ди-Кастелло, Италия) (1991—1992), «Олимпиакос» (Греция) (1992—1993), «Испо» (Крифтель, Германия) (1993—1994), «Проминь» (Украина) (1994—1995), «Беледье» (Турция) (1996—1998) и московский «Спартак» (1998).
В составе ЦСКА Рунов стал пятикратным обладателем Кубка европейских чемпионов, заняв 5-е место по этому показателю среди всх спортсменов СССР и России. Также выиграл в составе клуба семь чемпионатов СССР, два Кубка СССР и три Суперкубка Европы.
Выступал за сборную СССР. Участвовал на двух Олимпиадах. В 1988 году выиграл в составе команды серебряные медали первенства, проведя 4 игры. В 1992 году, в составе Объединённой команды провёл 6 игры на олимпийском турнире; его команда заняла 7-е место. Также в составе сборной стал двукратным чемпионом Европы, двукратным призёром первенств мира, призёром Кубка мира и Мировой лиги, победителем Игр доброй воли.
После ухода из спорта работал охранником.
11 апреля 2011 года Игорь Рунов умер в московской больнице. Причиной стал оторвавшийся тромб. Похороны прошли 14 апреля.

## Достижения
- Серебряный призёр Олимпийских игр 1988;
- Чемпион Европы: 1987, 1991
- Призёр чемпионата мира: 1986 (Серебро), 1990 (Бронза)
- Призёр Кубка мира: 1989 (Бронза)
- Призёр Мировой лиги: 1991 (Бронза);
- Победитель Игр доброй воли 1986;
- Обладатель Кубка чемпионов: 1986, 1987, 1988, 1989, 1991
- Чемпион СССР: 1985, 1986, 1987, 1988, 1989, 1990, 1991
- Обладатель Кубка СССР: 1984, 1985
- Обладатель Суперкубка Европы: 1987, 1988, 1991